# جيم شو (لاعب كرة قدم أسترالية)
جيم شو (بالإنجليزية: Jim Shaw)‏ هو لاعب كرة قدم أسترالية أسترالي، ولد في 16 أكتوبر 1924، وتوفي في 8 أكتوبر 2009.

## وصلات خارجية
- جيم شو على موقع AustralianFootball.com (الإنجليزية)
- جيم شو على موقع AFLtables.com (الإنجليزية)